# Andris Sprūds
Andris Sprūds, né le 13 juillet 1971 à Liepāja, est un chercheur en politique étrangère, conférencier et homme politique letton.
Il est professeur à l'université Stradins de Riga, membre de la 14e Saeima et ministre de la Défense de Lettonie. Il représente le parti progressiste.

## Biographie
En 1997, il obtient une maîtrise en histoire de l'Europe centrale à l'université d'Europe centrale de Budapest, et en 1998, une maîtrise en sciences politiques et relations internationales à l'université de Lettonie, et en 2005, il soutient son doctorat en sciences politiques à l'université Jagellonne de Cracovie, en Pologne,,,. Il étudie également et effectue des recherches à l'Université Columbia, à l'Université Johns-Hopkins, à l'Université d'Oxford, à l'Université d'Uppsala, à l'Institut norvégien des affaires internationales et à l'Institut japonais d'économie de l'énergie sur divers sujets liés à la sécurité et à la politique énergétiques dans la région de la mer Baltique, à la politique intérieure et étrangère post-soviétique, ainsi qu'aux relations transatlantiques.
Il est membre du conseil consultatif de l'Institut letton des affaires internationales et son directeur de longue date.
Le 1er octobre 2022, Sprūds est élu à la 14e Saeima sur la liste du parti progressiste, n'en étant pas membre. Il siège au sein des commissions des affaires étrangères et des affaires européennes de la Saeima. Le 24 novembre 2022, il est élu président de la commission des affaires européennes,. En 2023, il rejoint le parti progressiste.
Le 15 septembre 2023, il est nommé ministre de la Défense dans le cabinet d'Evika Siliņa,.